# Une sirène
Une sirène — ou en anglais : A Mermaid — est un tableau réalisé par le peintre britannique John William Waterhouse en 1900. Cette huile sur toile préraphaélite représente une sirène rousse qui se peigne, assise sur une grève. Elle est conservée à la Royal Academy of Arts, à Londres.